# 東亞日報
《東亞日報》（韩语：／）是韓國的主要報紙之一。由韓國的媒體人金性洙、宋鎭禹創刊于1920年4月1日。總部位于首爾特別市鐘路區。日發行量2,068,647份（韓國發行公信會統計，2003年10月－12月）。

## 概况
與《朝鮮日報》《中央日報》《文化日報》并為韓國四大報紙。東亞日報現與《中央日報》競爭發行量第2位。
2018年1月26日，《東亞日報》發行第30000號。
朝鲜解放后直到20世纪，由于反军事独裁统治，自由主义公民相当捍卫这一方向，这与现在不同，但在90年代后期的IMF经济危机之后，管理方向发生变化，立场转变为保守方向21世纪。
直到20世纪中后期，它一直是韩国最畅销的报纸，但在20世纪后半叶让位给了《朝鲜日报》。

## 姊妹報紙
- 《東亞科學紙》（Donga Science）
- 《新東亞》 (New Donga)
- 《東亞经济紙》（Donga Economy）

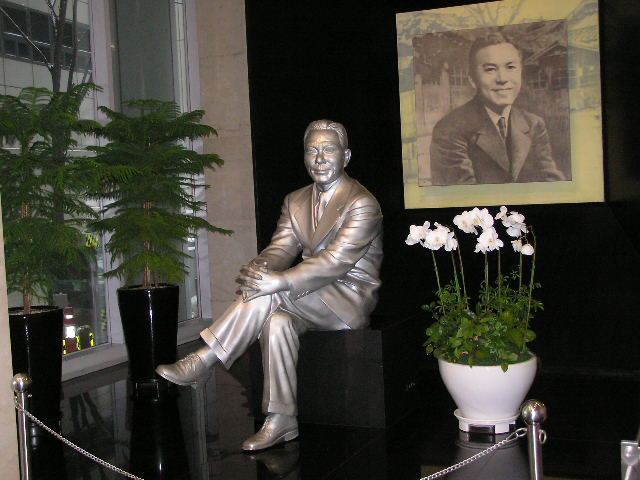
東亞日報社內金性洙像

## 外部連結
- http://www.donga.com/ （页面存档备份，存于）
- http://chinese.donga.com/ （页面存档备份，存于）